# Landkreis Bielitz
Der deutsche Landkreis Bielitz bestand in der Zeit zwischen 1939 und 1945 im von Deutschland besetzten Polen. Er umfasste nach der Annexion 1939 am 1. Januar 1945:
- 8 nach der Deutschen Gemeindeordnung vom 30. Januar 1935 verwaltete Gemeinden des ehemaligen Polen, darunter die Städte Oświęcim (nun Auschwitz) und Bielsko-Biała (nun Bielitz)
- 110 weitere in Amtsbezirken zusammengefasste Gemeinden

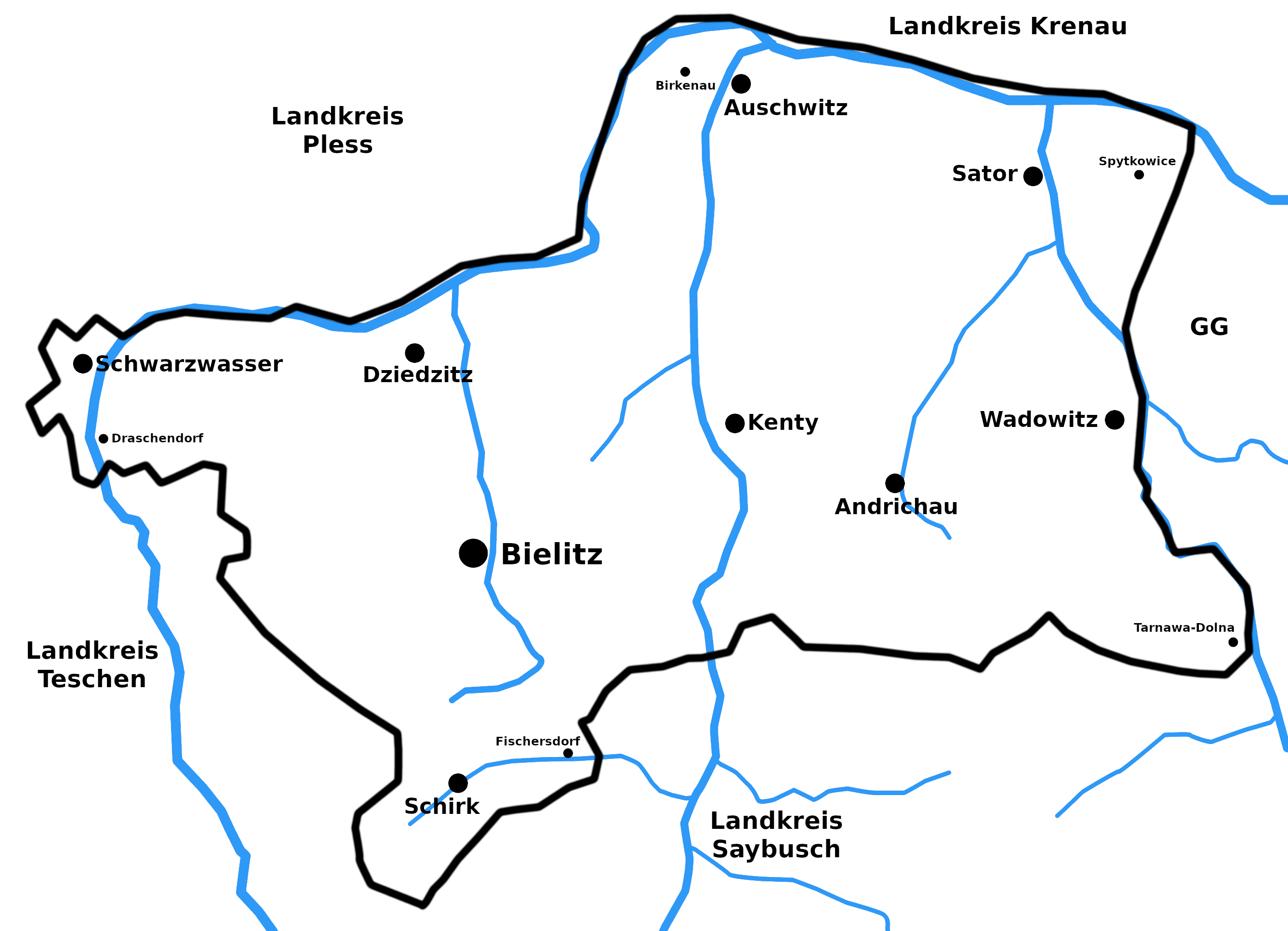
Karte des Landkreises Bielitz

## Geschichte

### Polen
Bei Beginn des Zweiten Weltkrieges gehörten die Landkreise Biała, Bielsko und Wadowice zu Polen, und zwar:
- Bielsko zur Woiwodschaft Schlesien und
- Biała und Wadowice zur Wojewodschaft Krakau.

Nach der deutschen Besetzung Polens im September 1939, vor der völkerrechtswidrigen Eingliederung in das Deutsche Reich, wurden der Landkreis Bielsko, in Bielitz umbenannt, und der Teil des Landkreises Biala westlich des Flusses Soła (ohne Auschwitz, Kęty, Wilkowice; mit Bahnhof Auschwitz) bereits durch einen deutschen Landkommissar gemeinsam verwaltet.

### Deutsches Reich
Die Synagoge Bielitz wurde am 13. September 1939 vollkommen zerstört und die jüdische Bevölkerung ghettoisiert, später in das im Kreisgebiet gelegene KZ Auschwitz-Birkenau deportiert.
Zum 26. Oktober 1939 wurde dieser bisher polnische Landkreis Teil des neugebildeten Regierungsbezirks Kattowitz in der preußischen Provinz Schlesien. Der Sitz des Landratsamtes wurde die Stadt Bielitz.
Mit dem 20. November 1939 wurde die Grenze zum neu gebildeten Generalgouvernement für die besetzten polnischen Gebiete endgültig festgelegt. Dabei wurden der östlich der Sola gelegene Restteil des Landkreises Biala und der Teil des Landkreises Wadowice westlich der Linie Spytkowice, Bachowice, Woźniki und der Skawa völkerrechtswidrig zum Deutschen Reich geschlagen. Auch diese Teile wurden vorläufig vom Landrat in Bielitz mitverwaltet.
Nach der Polizei-Volkszählung (Fingerabdruck) am 23. bis 27. Dezember 1939 hatte der Landkreis Bielitz 231.533 Einwohner; davon deklarierten sich 148.273 (64 %) als Polen, 44.320 als Deutsche (etwa 19 % der Bevölkerung), 30.451 als Schlesier (Schlonsaken, 13 %), 7.854 als Juden, 191 als Ukrainer, 94 als Tschechen. Die Deklaration der schlesischen Nationalität wurde durch den Einfluss der Kożdoń-Bewegung eingeführt.
Nachdem im Frühjahr 1940 feststand, dass die Grenzen nicht mehr verändert werden sollten, wurde aus den früheren Kreisgebieten Biala, Bielitz und Teilen von Wadowitz der deutsche Landkreis Bielitz gebildet, mit über 300.000 Einwohnern im Jahr 1942.
Die Zahl der Deutschen stieg nach der Einführung der Deutschen Volksliste. Im Jahr 1943 zählte der Landkreis 319.000 Menschen und die Volksliste zählte um 85.000, davon 9.557 Volksdeutsche (DVL I), 20.669 Menschen deutscher Herkunft (DVL II), 42.781 in der dritten Kategorie (DVL III, überwiegend Schlonsaken), 1.253 in der IV. Kategorie. Andere Zahlen aus diesem Jahr ergaben 15.600 Deutsche aus dem Reich, 13.900 waren deutsche Siedler, 85.400 waren auf der Volksliste, außerdem gab es etwa 202.700 Polen und 875 Tschechen. Die vergrößerte Stadt Bielitz (u. a. mit Biala) zählte etwa 55.000 Einwohner, davon 29.335 auf der Volksliste, 14.490 Polen. Bis zum Mai 1941 wurden 8.619 Polen überwiegend in ehemaligen galizischen Teil des Bezirks zwangsweise ausgesiedelt. An ihrer Stelle kamen deutsche Siedler aus den östlichen Ländern (siehe Heim ins Reich) – im Jahr 1943 13.572.
Eine weitere Einschätzung erlauben die Ergebnisse der Verbrauchergruppenstatistiken, die aus den Daten der Lebensmittelzuteilungen gewonnen wurden und 1953 vom Statistischen Bundesamt veröffentlicht wurden. Nach der Kleinen Verbrauchergruppenstatistik umfasste die versorgte Zivilbevölkerung im Kreis Bielitz Anfang Februar 1943 293.911 Personen (darunter 9.847 Gemeinschaftsverpflegte), Ende August 1943 319.598 (darunter 36.618 Gemeinschaftsverpflegte), Anfang Februar 1944 319.301 (darunter 38.231 Gemeinschaftsverpflegte), Ende August 1944 325.061 Personen (darunter 43.088 Gemeinschaftsverpflegte) und Mitte Dezember 1944 327.876 Personen (darunter 41.411 Gemeinschaftsverpflegte). Für Anfang Mai 1944 werden als "nicht gemeinschaftsverpflegte Zivilbevölkerung" 51.764 Deutsche und 230.821 Polen angegeben.
Zum 18. Januar 1941 wurde die Provinz Schlesien aufgelöst. Aus den bisherigen Regierungsbezirken Kattowitz und Oppeln wurde die neue Provinz Oberschlesien gebildet.
Im Frühjahr 1945 wurde das Kreisgebiet durch die Rote Armee besetzt und wurde danach wieder ein Teil Polens.

## Politik

### Landkommissar
- 1939–9999: Grothjan

### Landräte
- 1939–1940: Johannes Grothjan
- 1940–1943: Siegfried Schmidt (* 1905 in Allenstein, †  1944)
- 1943–9999: Friedrich Lohmann (auftragsweise)
- 1943–1945: Bernhard Nienaber (* 1885)
- 1945–9999: Ferdinand Hütteroth (vertretungsweise)

## Kommunalverfassung
Nach dem Überfall auf Polen 1939 wurden bis 1945 folgende Gemeinden der im Altreich gültigen Deutschen Gemeindeordnung vom 30. Januar 1935 unterstellt, welche die Durchsetzung des Führerprinzips auf Gemeindeebene vorsah:
- Altbielitz
- Alzen
- Auschwitz, Stadt
- Bielitz, Stadt einschließlich des am 1. Juli 1941 eingliederten Hauptteiles der Stadt Biala
- Kurzwald
- Lobnitz
- Nickelsdorf-Ost
- Tschechowitz-Dziedzitz

Alle übrigen Städte und Gemeinden waren in Amtsbezirken zusammengefasst und wurden durch Amtskommissare verwaltet.

## Ortsnamen
Durch einen unveröffentlichten Erlass vom 29. Dezember 1939 galten vorläufig hinsichtlich der bisher polnischen Ortsnamen die bis 1918 gültigen österreichischen Ortsnamen. Diese globale Rückbenennung war möglich, da noch das gesamte deutsche Kartenwerk für die 1920 an Polen abgetretenen Gebiete (auch) die früheren deutschen und österreichischen Ortsnamen weitergeführt hatte. Schon im Jahr 1939 wurden auch vor Jahrhunderten aufgegebene Namen deutscher Herkunft in moderner Schreibweise wiederherstellt, z. B. Dankendorf (Dankowice) sowie einige Neuschöpfungen wie Draschendorf (Drogomyśl) eingeführt.
Zu einer endgültigen Vergabe rein deutscher Ortsbezeichnungen ist es bis Kriegsende nicht mehr gekommen. Sie war aber bis ins Einzelne bereits vorbereitet. Es handelte sich dabei um lautliche Angleichungen (Bujakau: Bückau, Grojetz: Grötzen), Übersetzungen (Bestwina: Oberwildenau, Grodzisko: Schauenburg), Neuschöpfungen (Jaszczorowa: Natterngrund) oder Verbesserungen der seit 1939 vorläufig gültigen Namen (Fröhlichau: Fröhlichhof). Viele der vorgesehenen Namen basierten auf dem Werk einiger deutscher Volkskundler, wie Kurt Lück und Walter Kuhn, die kurz vor dem Krieg längst aufgegebene Namen deutscher Herkunft wiedergefunden (Wadowice: Frauenstadt, Przeciszow: Hartmannsdorf), einmalige Erwähnungen vorläufig mit konkreten Dörfern identifiziert (Osiek: Brettmannsdorf) oder grundlos spekuliert (Bulowice: Buldorf) hatten.